# Urban Legend
Urban Legend (bra: Lenda Urbana; prt: Mitos Urbanos) é um filme canado-franco-estadunidense de 1998, dos gêneros terror e suspense, dirigido por Jamie Blanks.
É protagonizado por Jared Leto, Alicia Witt e Rebecca Gayheart. O filme é baseado na premissa de que um assassino está usando os métodos de morte descrita em certas lendas urbanas para matar estudantes de uma universidade da Nova Inglaterra.[carece de fontes?]
O filme teve duas sequências; Urban Legends: Final Cut, lançado em 2000, e Urban Legends: Bloody Mary, lançado em 2005.[carece de fontes?]

## Sinopse
A estudante Natalie vê sua comunidade assolada por uma série de crimes sádicos inspirados em lendas urbanas. Quando ela resolve investigar o assassinato de um aluno da faculdade por um professor psicopata, ocorrido há mais de 20 anos, sem querer acaba entrando em rota de colisão com o assassino.

## Elenco
| Ator                   | Personagemg      |
| ---------------------- | ---------------- |
| Alicia Witt            | Natalie Simon    |
| Jared Leto             | Paul Gardner     |
| Rebecca Gayheart       | Brenda Bates     |
| Robert Englund         | William Wexler   |
| Loretta Devine         | Reese Wilson     |
| Charlie Brown          | Evan Cooper      |
| Michael Rosenbaum      | Parker Riley     |
| Tara Reid              | Sasha Thomas     |
| Danielle Harris        | Tosh Guaneri     |
| Joshua Jackson         | Damon Brooks     |
| Natasha Gregson Wagner | Michelle Mancini |
| John Neville           | Dean Adams       |
| Julian Richings        | faxineiro        |
| Brad Dourif            | frentista        |

## Recepção
O filme não foi bem recebido pelos críticos, atingindo um índice de 20% no Rotten Tomatoes.
O desempenho de Alicia Witt lhe rendeu, no entanto, uma indicação para o Prêmio Saturno de melhor desempenho de um jovem ator ou atriz, outorgado pela Academia de Filmes de Ficção Científica, Fantasia e Terror.[carece de fontes?]
O filme trouxe US$ 38,1 milhões nos Estados Unidos e US$ 34,4 milhões no exterior, perfazendo o total de US$ 72,5 milhões,[carece de fontes?] valor bem acima do orçamento, que foi de US$ 14 milhões.

## Trilha sonora
1. "Love Rollercoaster" - The Ohio Players
2. "Save Yourself" - Stabbing Westward
3. "Total Eclipse of the Heart" - Bonnie Tyler
4. "Redefine" - Incubus
5. "Spook Show Baby" - Rob Zombie
6. "Comin' Back" - The Crystal Method
7. "Crop Circle" - Monster Magnet
8. "One" - Creed
9. "Twist" - Korn
10. "The End of Sugarman" - Roy Ayers
11. "Just One Fix" - Ministry
12. "I Know God" - David Ivy
13. "Deaf Forever" - Motörhead
14. "Riot" - Flaw
15. "What Would You Do" - Ice Cube
16. "Call It Something" - Saliva